# Lady of the Tropics
Lady of the Tropics is een Amerikaanse film uit 1939 onder regie van Jack Conway. Destijds werd het in Nederland uitgebracht onder de titel Tropennacht in Saigon.

## Verhaal

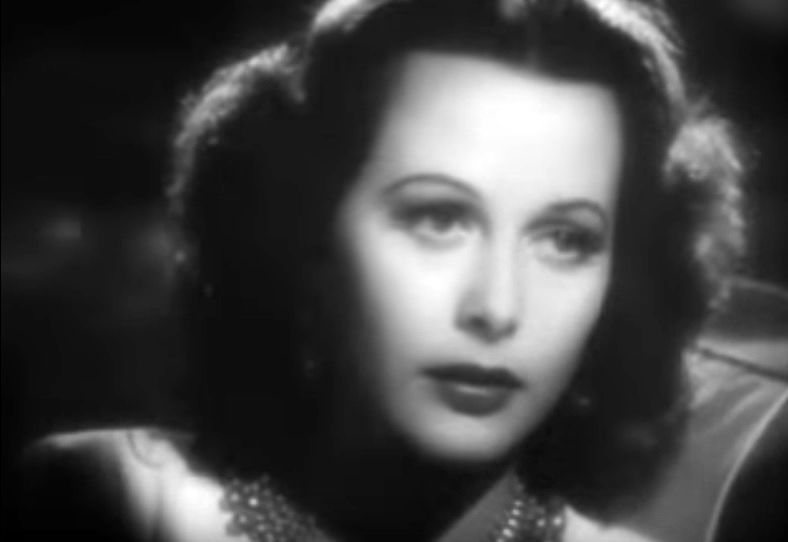
Hedy Lamarr als Manon / Kira

Bill Carey is een Amerikaanse playboy die spoedig zal trouwen met Dolly, de dochter van miljonair Alfred Z. Harrison. Met het jacht van zijn toekomstige schoonvader reist hij naar Saigon, waar hij de exotische halfbloed Manon deVargnes ontmoet. Hij wordt onmiddellijk verliefd op de beeldschone vrouw. Manon voelt zich ongelukkig, omdat ze geen paspoort kan krijgen wegens haar etniciteit. Haar dromen om ooit naar Parijs te gaan kan ze dan ook niet waarmaken. Ze ziet Bill als een manier om uit Vietnam te komen en laat zich maar al te graag door hem verleiden. Op den duur wordt ze ook verliefd en maakt daarom een einde aan haar verloving met een rijke Aziaat.
Haar liefde voor Bill zorgt voor wrok bij Pierre Delaroch, een rijke politicus en geheime bewonderaar van Manon. Door zijn machtige status weet hij haar te imponeren. Hoewel ze reeds verloofd is met Bill, accepteert ze zijn huwelijksaanzoek. Bill wordt gewaarschuwd dat als hij met Manon zal trouwen, dit veel gevolgen zal hebben voor zijn aanzien. Desondanks trouwt hij met haar. Pierre probeert het huwelijk te saboteren door de gouverneur ervan te overtuigen haar geen paspoort te geven, waardoor ze niet met Bill het land kan verlaten. Ondertussen raakt het geld van Bill op en krijgt hij daarom een baan bij een rubberplantage.
Niet veel later maken Manon en Delaroch een publiek verschijning bij een opera. Bill denkt dat het onschuldig is, maar als hij Delarochs sigaar vindt tussen haar spullen, verwacht hij het ergste. Vlak nadat haar eindelijk een paspoort is gegund, zweert Bill zijn rivaal neer te schieten. Manon is hem echter te snel af en schiet Delaroch zelf dood. Bill probeert haar te overhalen met hem het land te verlaten voordat ze gearresteerd kan worden, maar Manon ligt op sterven en kan nergens heen. Als ze zich realiseert dat Bill van haar houdt en haar heeft vergeven, sterft ze als een gelukkige vrouw in zijn armen met haar paspoort in haar handen.

## Rolbezetting
| Acteur             | Personage                        |
| ------------------ | -------------------------------- |
| Robert Taylor      | William 'Bill' Carey             |
| Hedy Lamarr        | Manon deVargnes Carey / Kira Kim |
| Joseph Schildkraut | Pierre Delaroch                  |
| Gloria Franklin    | Nina                             |
| Ernest Cossart     | Vader Antoine                    |
| Mary Taylor        | Dolly Harrison                   |
| Charles Trowbridge | Alfred Z. Harrison               |

## Achtergrond
De film betekende voor Hedy Lamarr haar filmdebuut bij Metro-Goldwyn-Mayer. Al in 1937 kreeg ze er een contract, toen studiohoofd Louis B. Mayer haar ontdekte in Londen. I Take This Woman (1940) zou haar eerste film voor de studio, maar deze liep veel vertragingen op en uiteindelijk werd Lady of the Tropics eerder uitgebracht. Mayer nam haar onder zijn hoede en wilde van zijn protegé een superster maken. Dit plan liet hij achterwege toen Lady of the Tropics flopte. Haar tegenspeler Robert Taylor nam tijdens de opnames tijdelijk pauze om te trouwen met Barbara Stanwyck.
De film werd overladen met negatieve recensies. Tegenwoordig wordt het beschouwd als een racistische film die veel fouten in de oosterse religies heeft gemaakt in het verhaal.